# Kiddy Grade
Kiddy Grade (jap. キディ・グレイド) ist eine Anime-Fernsehserie, die im Jahre 2002 erstmals im japanischen Fernsehen ausgestrahlt wurde. Die Serie wurde als Manga und Light Novel adaptiert und es erschienen mehrere Filme.
Das Werk ordnet sich in die Genre Abenteuer, Action und Science-Fiction ein.

## Inhalt

### Welt
Die Handlung spielt im Jahr 2461, in der sich die Menschheit im Weltraum ausgebreitet hat, eine Vielzahl von Planeten bewohnt und große technologische Fortschritte gemacht hat. Dennoch gibt es weiterhin viele Verbrechen und die Strafverfolgungsbehörden der weitgehend autonomen Planetensysteme sind bei der Bekämpfung des Verbrechens oft genug überfordert. Daher hat sich die Organisation G.O.T.T. (Galactic Organization of Trade and Tariffs, dt. „Galaktische Handels- und Zollorganisation“), die zunächst eine reine Handelsorganisation war, zu einer eigenen, überall präsenten Polizei entwickelt. Innerhalb von G.O.T.T. gibt es ein geheimes Spezialeinsatzkommando namens ES Force (Encounter of Shadow-work Force), das aus zwölf jungen Menschen mit übernatürlichen Kräften besteht, die in sechs Gruppen operieren.

### Handlung
Die beiden jungen G.O.T.T.-Agentinnen Éclair (französisch für Blitz) und Lumière (französisch für Licht) werden auf ihren Abenteuern von einem Inspekteur namens Armbrust begleitet. Es wird schnell deutlich, dass Éclair über gewaltige Kräfte verfügt, während Lumière die Fähigkeit hat, nur durch Berührung praktisch jeden Computer und jede Maschine zu kontrollieren. Zu dritt erledigen sie verschiedene Aufträge, bei denen sie gegen Kriminelle agieren. Bei einem Einsatz gegen Terroristen, die mit der „Geo Sort Bombe“ ganze Planeten zerstören können. Mit ihren Kollegen Tweedledee and Tweedledum sowie Alv and Dvergr sind Éclair und Lumière schließlich in der Lage, den Terroristen das Handwerk zu legen. Doch es stellt sich heraus, dass eine Verbindung zwischen G.O.T.T. und der Proliferation der „Geo Sort“-Technologie besteht. So fragt sich Éclair, welche Ziele von G.O.T.T. tatsächlich verfolgt werden. Bei einer weiteren Mission wird Éclair einer Gehirnwäsche unterzogen, die bei ihr starke, gewalttätige und ungewohnte Erinnerungen an mögliche frühere Leben weckt. Éclair wird von den Erinnerungen an ihre „früheren Leben“ verfolgt und sie beginnt, sich zu fragen und zu fürchten, wer sie wirklich ist und wozu sie in der Lage ist.
Als es Éclair gelingt, mit ihren Erinnerungen umzugehen, kommt es zu Spannungen mit Lumière und G.O.T.T., als sie auf dem Planeten Aure einen Auftrag erfüllen sollen. Dessen Bewohner leben in Sklaverei, was beide an G.O.T.Ts. guten Absichten zweifeln lässt. Als bei einem Aufstand der Arbeiter die Adligen-Regierung die Protestierenden erschießen lassen will, stellt Éclair sich auf ihre Seite und gegen G.O.T.T. So ist der Aufstand erfolgreich, aber stehen beide nun auf der Abschussliste von G.O.T.T. Diese sieht sich bald gezwungen, Nanomaschinen in Éclair und Lumière so zu manipulieren, dass diese sie töten. Doch Armbrust kann dies verhindern und die Soldaten von G.O.T.T. ziehen sich wieder zurück.
Doch nun werden sie von ihren ehemaligen Kollegen A-ou und Un-ou verfolgt, bis Lumière und die Verfolger in einer aufgegebenen Kolonie schwer verletzt werden. Éclair kann alle drei heilen, nachdem sie ein verlassenes Behandlungszimmer gefunden hat. A-ou und Un-ou beschließen, die beiden Mädchen nicht mehr zu verfolgen und den Dienst für GOTT zu quittieren, was sie ebenfalls zu Gejagten macht. Nun schickt G.O.T.T. Tweedledee und Tweedledum nach Éclair und Lumière. Tweedledee infiziert die Maschinen der beiden mit dem Virus Hashish (in der deutschen Synchronisation Attack 1 genannt), das sie nur mit deren Zerstörung aufhalten können. Nun wollen sie selbst G.O.T.T. angreifen, während die G.O.T.T.-Agenten Alv und Dvergr eigene Pläne haben. Nach Kämpfen mit den anderen ES-Mitgliedern kommt es zum Kampf zwischen Éclair und der G.O.T.T.-Chefin Éclipse. Éclair schießt auf Eclipse, woraufhin diese aus dem Fenster des Hochhauses in die Tiefe stürzt. Durch den Kampf wird das G.O.T.T.-Hauptquartier völlig zerstört.
G.O.T.T. wird nach der vollständigen Zerstörung wieder aufgebaut, nun von Éclair und Lumière geführt, die eine Armee von Éclair- und Lumière-Klonen geschaffen haben. Sie fordern nun mehr Macht und Einfluss für G.O.T.T. Doch tauchen zwei Mädchen auf, die sich ihrerseits gegen die neuen Führerinnen von G.O.T.T. stellen. Es stellt sich heraus, dass dies die wahren Éclair und Lumière in anderen Körpern sind, während sich Alv und Dvergr sich nur als diese ausgeben und G.O.T.T. kontrollieren. Gemeinsam mit Éclipse, zwei Klonen, die ihnen auch charakterlich ähneln, Armbrust, Dextera und Sinistra können sie Alv und Dverg absetzen. Doch hat Lumière nun Probleme mit ihrem Körper und Chevalier D'Autriche, hoher Befehlshaber bei G.O.T.T., entführt ein Schiff. Als Alv und Dvergr wieder an die Macht wollen, treffen Éclair und Lumière auf Chevalier, Alv und Dvergr. Es stellt sich heraus, dass Chevalier von Éclair aufgezogen wurde, sie jedoch getrennt wurden. Es kommt zum Kampf gegen Alv und Dvergr, der sich auf der Erde fortsetzt. Als schließlich auch die anderen Agenten G.O.T.Ts. und die Flotte des Planetenbündnisses gegen Alv vorgeht, nachdem auch Dvergr an ihren Taten zweifelt, wird sie besiegt. Nachdem Dvergr Éclair das Leben rettet, treiben Alv und Dvergr mit dem Schiff in die Sonne und sterben. Auch Chevalier stirbt an den Folgen des Kampfes in den Armen Éclairs.

## Produktion und Veröffentlichung
Die Anime-Serie wurde 2002 von G.O.T.T. produziert, nach den Entwürfen von GONZO und gímik. Die Animationen stammen von GONZO, Drehbuch und Szenario von Hidefumi Kimura, Regie führte Keiji Gotō und das Charakterdesign stammt von Megumi Kadonosono, den 3 Mitgliedern der Gruppe gímik. Die künstlerische leitung übernahmen Chitose Asakura und Toshihisa Koyama. Die Serie wurde vom 8. Oktober 2002 bis zum 18. März 2003 durch den japanischen Fernsehsender Fuji TV erstmals ausgestrahlt.
Der Anime wurde auf Tagalog von QTV und auf Englisch von Colours TV, FUNimation Channel und KIKU-TV ausgestrahlt. Er wurde außerdem ins Französische übersetzt. Eine deutsche Fassung erschien 2005 bei Tokyopop auf insgesamt acht DVDs.

### Synchronisation
Die deutsche Synchronfassung wurde von der Firma Studio Hamburg Synchron GmbH angefertigt.
| Rolle    | Japanischer Sprecher (Seiyū) | Deutscher Sprecher    |
| -------- | ---------------------------- | --------------------- |
| Lumière  | Aya Hirano                   | Mia Diekow            |
| Eclair   | Ryoko Nagata                 | Stephanie Kirchberger |
| Eclipse  | Mika Doi                     | Joey Cordevin         |
| Armbrust | Gō Aoba                      | Simon Lardon          |

### Musik
Die Musik der Serie wurde produziert von Shirō Hamaguchi. Der Vorspanntitel Mirai no Kioku (未來の記憶) stammt von Yuka. Als Abspannlied verwendete man Future von Litle Viking. Der Abspann der zweiten Staffel ist unterlegt mit Jumpaku Sanctuary (純白サンクチュアリィ) von Minori Chihara.

## Adaptionen

### Filme
2007 kamen drei Filme in die japanischen Kinos, die die Handlung der Serie zusammengefasst neu erzählen. Am 7. April startete Kiddy Grade -Ignition-, danach folgte am 23. Juni Kiddy Grade -Maelstrom- und schließlich am 1. September Kiddy Grade -Truth Dawn-. Jeder der Filme hat eine Länge von 90 Minuten.

### Manga
Ab Februar 2003 erschienen beim Verlag Kadokawa Shoten in Japan zwei Mangas zum Anime. Im Magazin Shōnen Ace erschien Kiddy Grade Reverse, das auch in einem Sammelband herausgebracht wurde. In Dragon Junior erschien Kiddy Grade Versus, das später in zwei Bänden veröffentlicht wurde.

### Light Novel
In Japan erschienen vier Light-Novels zum Anime, alle bei Kadokawa Shoten.
Die erste dreibändige Reihe wurde von Fumihiko Shimo geschrieben und von Hidefumi Kimura illustriert. Die zweibändige Light Novel Kiddy Grade Pr. stammt vom Autor Tomohiko Aoki und dem Zeichner Hidefumi Kimura. Die beiden einbändigen Werke Kiddy Grade EX-Partner und Kiddy Grade Secret Affair wurden von Kimura Hidefumi geschrieben und von Megumi Kadonosono illustriert.

## Rezeption
Laut der deutschen Fachzeitschrift Funime entwickelt sich der Anime schnell von einer einfachen Agentengeschichte zu einer Auseinandersetzung zwischen Pflichterfüllung und eigenem Anspruch. Die Handlung biete zwar wenig echte Neuigkeiten, aber überrasche den Zuschauer doch oft genug. Die Animationen und Zeichnungen seien „gute Arbeit“ und könnten sich mit Serien wie Vandread messen, auch wenn die Animationen teilweise nur vereinfacht sind. Dennoch gibt es keinen Qualitätsabfall mit fortschreitender Handlung. Die Musik sei gelungen, aber nichts Besonderes.

## Kiddy Girl-and
Bei der 35. Ausgabe der Radiosendung Suzumiya Haruhi no Yūutsu SOS-dan Radio Shibu am 29. September 2006 wurde die Fortsetzung Kiddy Grade 2 bekanntgegeben. Ab 25. Mai 2007 veröffentlichte Kadokawa Shoten eine Pilot-DVD zu Kiddy Grade 2.
Am 26. Februar 2009 wurde auf der Website jedoch mit Kiddy Girl-and (キディ・ガーランド, Kidi Gārando; offizielle Schreibweise: KIDDY GiRL-AND) eine neue Fortsetzung bekanntgegeben. Mitwirkende sind wieder Keiji Gotō als Regisseur, Megumi Kadonosono als Character Designerin und Hidefumi Kimura als Drehbuchschreiber. Die Handlung spielt 50 Jahre später mit den neuen Protagonisten Asakūru und Ku Fīyu. Die Animationen stammen von Studio Satelight.
Seit der Ausgabe 5/2009 vom 26. März des Manga-Magazins Comp Ace läuft darin bereits die Manga-Fassung Kiddy Girl-and Pure (キディ・ガーランドぴゅあ, Kidi Gārando pyua).